# Inez de Beaufort
Jkvr. Inez Duconia de Beaufort (Deventer, 13 mei 1954) is een Nederlands hoogleraar gezondheidsethiek.

## Biografie
De Beaufort is lid van het geslacht De Beaufort en een dochter van burgemeester jhr. mr. Arnout Jan de Beaufort (1912-1966) en jkvr. drs. Cornélie Jeanne Louise Mathilde Sickinghe (1923-2021), oud-gouvernante van prinses Beatrix. Inez is een volle nicht van jhr. mr. Duco Willem Sickinghe MBA (1958); Nederlands topbestuurder, CEO van Telenet, ondernemer en investeerder.
In 1979 studeerde De Beaufort te Utrecht af in de godgeleerdheid op de doctoraalscriptie Euthanasie: rechten en redenen. Dit werd gevolgd door haar promotie (cum laude) in 1985 aan de Rijksuniversiteit Groningen met de titel Ethiek en medische experimenten met mensen. Daarna werkte zij bij het Instituut voor Bioethiek te Maastricht. In 1988 vormde zij met Heleen Dupuis de redactie van het Handboek gezondheidsethiek. In 1992 inaugureerde zij als hoogleraar aan de Erasmus Universiteit Rotterdam. In 1998 bekleedde zij de Johanna Bijtelleerstoel te Groningen en tussen 2010 en 2012 was zij gasthoogleraar aan de University of Manchester.
Op 14 augustus 1994 was zij de zomergast in het VPRO televisieprogramma Zomergasten. In 2008 was zij een van de drie auteurs van de roman De geheugenfluisteraars.
Prof. jkvr. dr. I.D. de Beaufort bekleedt/bekleedde verschillende nevenfuncties zoals (ere)lid van de Gezondheidsraad, lid van de Toetsingscommissie Euthanasie en lid van de beraadsgroep Geneeskunde van de Gezondheidsraad.